# Mindenki szereti Hugót (Lost)
Az epizód 2010. április 13-án került először adásba az amerikai ABC csatornán a sorozat 115. részeként. Edward Kitsis és Adam Horowitz írta, és Dan Attias rendezte. Az epizód Hurley-centrikus.
|  | Alább a cselekmény részletei következnek! |

## Tartalom
Nemezis Sayid segítségével kiderítette, hogy Widmore titokzatos csomagja Desmond. Hume-ot Charles azzal a céllal hozta vissza a Szigetre, hogy segítsen nekik a missziójukban. Jarrah rátámadt a Desmondot kísérő csapatra, és magával vitte Hume-ot. Eközben Richard elhatározta, hogy felrobbantják az Ajira 316-os járatát, hogy Nemezis ne használhassa azt a menekülésre.

## Flash Sideways
Egy prezentációt láthatunk, amiben Hugo Reyes életét és jótékony tevékenységeit mutatják be. Ezt követően Dr. Pierre Chang bejelenti, hogy a múzeum paleontológiai szárnya Hugo Reyes nevét viseli, és kihívja az említett személyt, akit egyszerűen csak az Év Emberének nevez. Hurley hangos tapsvihar keretében áll fel az asztalától. Az est végeztével édesanyjával kivonul az épületből. Carmen Reyes felhozza, hogy a nők nem szeretik fiát. Hugo próbál azzal védekezni, hogy nincs ideje nőkre, ám anyja leszögezi, szervezett neki egy találkozót Hurley nagybácsijának szomszédjával, Rosalindaval.
Később Hurley egy étteremben üldögél, de Rosalinda nem érkezik meg. Helyette viszont leül vele szembe Libby, aki tudja Hugo nevét. Libby megfogja a férfi kezét, és megkérdezi, hisz-e benne, hogy két ember összetartozhat, mint lelki társak. Reyes bizonytalan, ekkor Libby teljesen elszomorodik, és rájön, Hurley nem emlékszik rá. Ekkor odalép hozzájuk Dr. Brooks, elnézést kér Hugotól, hiszen Elizabeth csak elsétált. Libby visszafordul, és közli Reyesszel, komolyan gondolta, amit mondott. Hurley követi őket, majd mikor meglátja, hogy a nőt a Santa Rosa Elmegyógyintézet kisbuszába ültetik be, ráébred, hogy csak egy őrülttel beszélgetett.
Hurley bemegy egyik gyorséttermébe, és rendel magának egy nagy kosár csirkecombot. Miközben az ételt fogyasztja, feltűnik neki, hogy egy férfi figyeli őt, ezt szóvá is teszi. Desmond odasétál hozzá, és úgy tesz, mintha nem ismerné, aztán hamar felhozza, hogy mindketten az Oceanic 815-ös járaton voltak. Leül Hugo mellé, és Reyes szavaiból rögtön megérti, hogy nő van a szomorúsága mögött. Hurley elmeséli, hogy egy vakrandin találkozott egy nővel, akiről kiderült, hogy őrült. Ez a nő azt állította, hogy ők már ismerik egymást, ám erre ő nem emlékszik. Desmond közelebb hajol Reyeshez, és megkérdezi, hitt-e a nőnek. Hurley hezitál, majd igennel felel. Hume azt tanácsolja neki, hogy keresse meg, és kérdezze meg tőle, szerinte honnan ismerik egymást.
Hugo megpróbálja meggyőzni Dr. Brookst, hogy hadd beszélhessen Libby-vel, de az orvos elutasítja a kérését, szerinte a nő képzelgései miatt erre nincs lehetőség. Hugo ekkor felajánl az intézetnek 100 ezer dollárt, hogy rendbe tegyék az épületet. Az adomány megtette hatását, néhány perc múlva Libby és Hurley egymással szemben ülnek. A nő elmeséli, hogy Reyes egy reklámja közben emlékek törtek a felszínre, de mintha ezek egy másik életből jöttek volna. Azt látta, hogy lezuhant a repülője, és egy szigeten volt, ahol Hurley is vele volt, sőt kedvelték egymást. Hozzáteszi, hogy mikor önként bevonult az elmegyógyintézetbe, úgy rémlett neki, hogy már járt ott, és szerinte Hugo is ott volt. Reyes még mindig nem emlékszik, viszont szeretne több időt Libby-vel tölteni, ezért meghívja egy randira.
Délután Libby és Hurley a tengerparton piknikeznek, közben Hugo megkérdezi őt, miért akar annyira vele lenni. Elizabeth kijelenti, azért, mert kedveli, és szavai nyomatékosítása érdekében megcsókolja Reyest. Ekkor Hurley is emlékeket lát, eszébe jutnak azok a pillanatok, amiket Libby-vel töltött el. Teljesen meglepődve mondja a nőnek, hogy valami már rémlik neki. Libby ennek megörül, bebizonyosodott, hogy nem őrült, hanem igaza volt. Pár méterrel arrébb a parkoló kocsijából Desmond boldogan figyeli a párt, majd elhajt.
Hume később a kocsijában üldögélve figyeli Locke-ot, amint kerekesszékében ülve kigurul az iskola parkolójába. Bennek feltűnik, hogy Hume már hosszú ideje az intézmény környékét tartja szemmel, ezért bekopog az ablakán, és megkérdezi, mi járatban van. Des rögtönöz, azt állítja, Charlie fiának keres iskolát, mert nemrég költöztek erre a környékre. Linus biztosítja róla, hogy ez az iskola tökéletes. Desmond megköszöni a segítséget, és elhajt. Egyre inkább gyorsul, majd elüti az előtte átguruló Johnt. Locke átpördül az autón, és a betonra esik. Ben egyből a segítségére siet, mentőt hívat, eközben pedig a kopasz az eget nézve rángatózik.

## A sziget, 2007
Hurley virágot visz Libby sírjára, és közben azt kívánja, bár csak ő is meglátogatná, ahogy más halottak teszik. Ekkor odamegy hozzá Ilana, és közli, elmegy a Fekete Sziklához dinamitért, majd amint visszaért, indulnak a repülőgéphez. A nő megkérdezi, kicsoda Libby. Hugo elmeséli, hogy a repülő hátsó részében utazott, és pont randevújuk lett volna, mikor megölték. Ilana sajnálatát fejezi ki, és elsétál. Pár pillanat múlva suttogások hallatszanak. Reyes felnéz, és maga előtt látja Michaelt. Dawson kijelenti, azért jött, hogy megakadályozza, hogy mindenki meghaljon.
Michael azt állítja, ha átmennek a másik szigetre, hogy felrobbantsák a gépet, nagyon sokan meg fognak halni, és ez Hurley hibája lesz, hiszen megakadályozhatná, mert hallgatnak rá. Ekkor megjelenik Jack, Dawson szelleme pedig eltűnik. A doki először tudni szeretné, Hugo kivel beszélt, ám mivel nem kap választ, csak annyit mond neki, hogy indulnak.
Ilana visszaérkezik a táborba, és kijelenti, hogy indulnak a másik szigetre. Hurley próbálja megakadályozni az akciót, de csak annyit ér el vele, hogy Ilana kissé indulatos lesz, és túl erősen dobja le maga mellé a táskáját a földre, ennek következtében pedig a benne lévő dinamit felrobban.
Sawyer szóvá teszi, hogy már napok óta csak vesztegelnek, nem csinálnak semmit. Nemezis leszögezi, hogy ők várnak, mégpedig arra, hogy azok az emberek is csatlakozzanak hozzájuk, akik visszatértek a Szigetre, hiszen csak így tudnak távozni. Eközben megérkezik Sayid, és magával hívja Flocke-ot. Kikíséri a dzsungelbe, hogy megmutassa neki, mi Widmore csomagja, hamarosan oda is érnek a fához kötözött, ámde teljesen nyugodt Desmondhoz. Nemezis elgondolkodva tekint az új jövevényre.
Hurley Ilana dolgai között kotorászva rátalál arra a kis zsákra, amibe a nő Jacob hamvait szórta. Belenéz a szütyő tartalmába, majd rezzenéstelen arccal visszazárja, és elteszi. Richard ezalatt magához veszi felszerelését, és kijelenti, elmennek a Fekete Sziklához, hogy még több dinamitot szerezzenek. Jack próbál ellenkezni, de Hugo Alpert mellé áll, és megkéri a dokit, bízzon benne.
Nemezis szabadon engedi Desmondot, majd megkérdezi tőle, miért hozta őt vissza Widmore a Szigetre. Hume elmeséli, hogy betuszkolták egy épületbe, ahol elektromágneses sugárzásnak tették ki. Flocke arra is rákérdez, tudja-e, hogy ő kicsoda. Des teljes nyugalommal az arcán feleli, hogy ő John Locke. Nemezis arra utasítja Sayidot, hogy menjen vissza a táborba, ő pedig elmegy Desmonddal sétálni. Miután Jarrah távozott, Flocke elmondja Hume-nak, hogy szeretne neki mutatni valamit.
A Fekete Szikla felé menet Ben azon elmélkedik, hogy Ilana azért halt meg, mert beteljesítette feladatát, a Szigetnek nem volt már rá szüksége, ezért rossz belegondolni abba, velük mi fog történni. A csapat megérkezik a hajóhoz, Richard pedig kijelenti, ő megy be egyedül, pár perc múlva meg is fordul. Ám ekkor feltűnik neki, hogy Hurley nincs velük. Valójában Reyes megelőzte őket, most épp a hajó irányából rohan feléjük, és azt kiáltozza, hogy fussanak. Pár pillanat múlva a hajóban lévő dinamit felrobban, aminek hatására az egész Fekete Szikla darabjaira hullik. Alpert számon kéri rajta, miért ette ezt, erre Hugo csak annyit mond, hogy megvédje mindannyijukat. Miles is szeretné tudni az indokokat, ezért Hurley felfedi, Michael mondta neki, hogy tegye ezt. Straume meglepődik, mikor megtudja, hogy Reyeshez gyakran visszajárnak a halottak, hogy megosszanak vele információkat, és az is megdöbbenti, hogy hallgat rájuk. Hugo ezt azzal indokolja, hogy a halottak megbízhatóbbak.
Nemezis és Desmond épp arról beszélgetnek, hogy a Sziget rosszat akar-e nekik vagy sem, mikor Flocke meglátja a szőke fiút. Des is látja, és meg is kérdezi Nemezist, kicsoda ő, ám az csak annyit vet oda neki indulatosan, hogy ne foglalkozzon vele. A fiú mosolyogva elsétál.
Richard a Barakkokba akar menni, hogy gránátokat szerezzen a repülőgép felrobbantásához. Hurley kijelenti, Jacob azt mondta neki, beszéljenek Locke-kal. Richard ezt nem hiszi el, így felszólítja a férfit, kérdezze meg a jelenlévő Jacobtól, hogy mi a Sziget. Hugo nem akar bizonyítani, de Alpert sem enged, ezért felteszi a kérdést: ki tart vele? Ben és Miles csatlakoznak Richardhoz, és elindulnak a Barakkok felé, a többiek pedig Locke keresésére indulnak.
Már besötétedett, mikor Sun és Frank beismerik, rossz döntést hoztak azzal, hogy Hurley csapatába álltak. Közben az élen haladó Hugo bevallja Jacknek, nem volt ott Jacob, az egészet csak ő találta ki. Nagy meglepetésére a doki megnyugtatja, hogy ezt eddig is tudta, de bízik Hugoban. Ekkor ismét suttogásokat hallani, Lapidus és Shephard előreszegezik a fegyvereiket, ám Reyes kijelenti, nincs félnivalójuk, ő tudja, mik a suttogások. Eltávolodik a csapattól, és Michaelt kezdi szólongatni. Dawson kilép a fák közül, és elkezdenek beszélgetni a suttogások eredetéről. Kiderül, hogy néhány halott a Szigeten ragad, mert olyat tettek életükben, ami miatt nem léphetnek tovább a túlvilágra, hanem örökké itt kell bolyonganiuk. Az ő beszédüket hallják suttogásnak az élők. Hurley útbaigazítást kér Locke táborához, ezt meg is kapja, Michael egy távoli fényforrásra mutat. Hugo távozni készül, mikor Dawson megkéri, ha valaha is találkozik Libby-vel, adja át neki, nagyon sajnálja, hogy megölte őt.
Nemezis és Desmond megérkeznek úti céljukhoz, egy kúthoz, ami Flocke elmondása szerint nagyon régi, teljes egészében kézzel ásták ki, ahogy a többi kutat is a Szigeten. Az emberek arra próbáltak választ keresni, miért bolondulnak meg az iránytűk bizonyos helyeken, ám ezt a feleletet nem találták meg. Nemezis szerint Widmore-t nem érdeklik a válaszok, csak a hatalom kell neki, és Desmondot is ennek céljában hozta vissza a Szigetre. Hume-ot különösebben nem érdekli a kút, ezért Flocke meg is kérdezi tőle, miért nem fél tőle, hiszen ketten vannak a dzsungel közepén, ahol senki sem keresné őket. Des mosolyogva közli vele, nincs értelme félni. Nemezis megerőltet egy vigyort, majd a kútba hajítja a férfit.
Flocke hamarosan visszaérkezik táborába, ahol Sawyer ismét kérdőre vonná a semmittevés miatt, ám ekkor megakad a tekintete a fák közül kisétáló Hurley-n. Hugo közli Nemezissel, beszélni akarnak vele, ám ennek az a feltétele, hogy ne bántsák egymást. Flocke beleegyezik ebbe, átadja a kését Reyesnek, aki előhívja társait. Frank, Sun és Jack egyesével előjönnek, mosolyogva veszik észre barátaikat. Nemezis külön köszönti a dokit, aki megrökönyödve néz a halott Locke testét használó ismeretlenre.
|  | Itt a vége a cselekmény részletezésének! |